# Rywalizacja Arsenalu i Chelsea
Rywalizacja Arsenalu i Chelsea, znana również jako Derby północno-zachodniego Londynu (ang. North West London derby) – piłkarskie derby w Londynie pomiędzy dwoma klubami – Arsenalem i Chelsea.

## Tło rywalizacji
Chociaż pierwotnie oba kluby nie uważały siebie za rywali, niesnaski między kibicami dwóch najlepszych drużyn w Londynie sięgają lat 30. XX wieku. Rywalizacja Arsenalu i Chelsea została dopiero niedawno uznana za ważne derby po tym, jak Chelsea w 2000 roku trafiła do ścisłej czołówki Premier League i obydwa zespoły zaczęły bić się o mistrzostwo Anglii. Według internetowej ankiety przeprowadzonej w grudniu 2003, fani Arsenalu za największego rywala obok Manchesteru United i Tottenhamu Hotspur uważają właśnie Chelsea. Natomiast sympatycy Chelsea w podobnej sondzie przyznali, że obok tradycyjnych rywali - Tottenhamu i Fulham ważnym przeciwnikiem jest również Arsenal.

## Historia
Pierwsze ligowe spotkanie między obydwoma zespołami odbyło się 9 listopada 1907 na Stamford Bridge. Było to pierwsze w historii Football League First Division starcie pomiędzy dwoma klubami z Londynu i zgromadziło na trybunach 65 000 widzów. Te dwa zespoły spotkały się także w ćwierćfinale Ligi Mistrzów w sezonie 2003/2004. Na Stamford Bridge padł remis 1-1, natomiast na Highbury Chelsea wygrała 2-1 i awansowała do półfinału.
W sezonie 2003/2004 Arsenal dwukrotnie pokonał Chelsea i zarówno w meczu domowym, jak i wyjazdowym wygrywał stosunkiem bramek 2-1. W spotkaniu wyjazdowym na Stamford Bridge Arsenal wygrał po trafieniach Patricka Vieiry i Roberta Pirèsa
Transfer Ashleya Cole’a w 2006 z Arsenalu do Chelsea dodatkowo jeszcze podsycił niechęć pomiędzy obydwoma klubami, ponieważ Cole był widziany miesiąc wcześniej na spotkaniu z działaczami Chelsea.
Finał Carling Cup w 2007 przebiegł pod znakiem kontrowersji i utarczek. Gra została przerwana z powodu bójki z udziałem Franka Lamparda, Cesca Fàbregasa i innych co w rezultacie skończyło się żółtymi kartkami dla kilku zawodników obu zespołów, rzekomo bezpodstawnym wyrzuceniem z boiska Emmanuela Adebayora i skandalicznym zachowaniem fanów Chelsea, którzy rzucali w zawodników Arsenalu selerem. Spowodowało to, iż media zaczęły nazywać to spotkanie „finałem „Snarling Cup” (od ang. snarl - warczeć).
Ogólnie Arsenal wygrał 73 spotkania z rywalami, Chelsea 62, natomiast 54 razy padał remis (aktualne na dzień 7 lutego 2017). Największe zwycięstwo Arsenalu wynosi 5:1 i padło 29 listopada 1930 na Stamford Bridge w meczu First Division. Rekordowa wygrana Chelsea to zwycięstwo 6:0 22 marca 2014 na Stamford Bridge w meczu Premier League.
10 maja 2009 na Emirates Stadium Arsenal doznał największej porażki u siebie od 38 lat. Wtedy to Chelsea pokonała rywali aż 4:1.

## Piłkarze, którzy grali w obu klubach lub je prowadzili
- Sandy MacFarlane (jako piłkarz: Arsenal 1896-1897 / Chelsea 1913-1914)
- Jimmy Sharp (jako piłkarz: Arsenal 1905-1908 / Chelsea 1912-1915)
- Leslie Knighton (jako menadżer: Arsenal 1919-1925 / Chelsea 1933-1939)
- Bob Turnbull (jako piłkarz: Arsenal 1923–1924 / Chelsea 1925-1928)
- Ted Drake (jako piłkarz: Arsenal 1934-1945) / (jako menadżer: Chelsea 1952-1961)
- Tommy Lawton (jako piłkarz: Chelsea 1945-1947 / Arsenal 1953-1955)
- Bill Dickson (jako piłkarz: Chelsea 1947-1953 / Arsenal 1953-1956)
- Tommy Docherty (jako piłkarz: Arsenal 1958-1961 / Chelsea 1961-1962) / (jako menadżer: Chelsea 1961-1967)
- Allan Young (jako piłkarz: Arsenal 1959-1961 / Chelsea 1961-1969)
- John Hollins (jako piłkarz: Chelsea 1963-1975 / Arsenal 1979-1983 / Chelsea 1983-1984) / (jako menadżer: Chelsea 1985-1988)
- Tommy Baldwin (jako piłkarz: Arsenal 1964-1966 / Chelsea 1966-1974)
- George Graham (jako piłkarz: Chelsea 1964-1966 / Arsenal 1966-1972) / (jako menadżer: Arsenal 1986-1995)
- Stewart Houston (jako piłkarz: Chelsea 1967-1972) / (jako tymczasowy menadżer: Arsenal 1995 / jako tymczasowy menadżer: Arsenal 1996)
- Wojciech Szczęsny i Juan Mata podczas rywalizacji Arsenalu z Chelsea (2012) Alan Hudson (jako piłkarz: Chelsea 1968-1974 / Arsenal 1976-1978 / Chelsea 1983-1984)

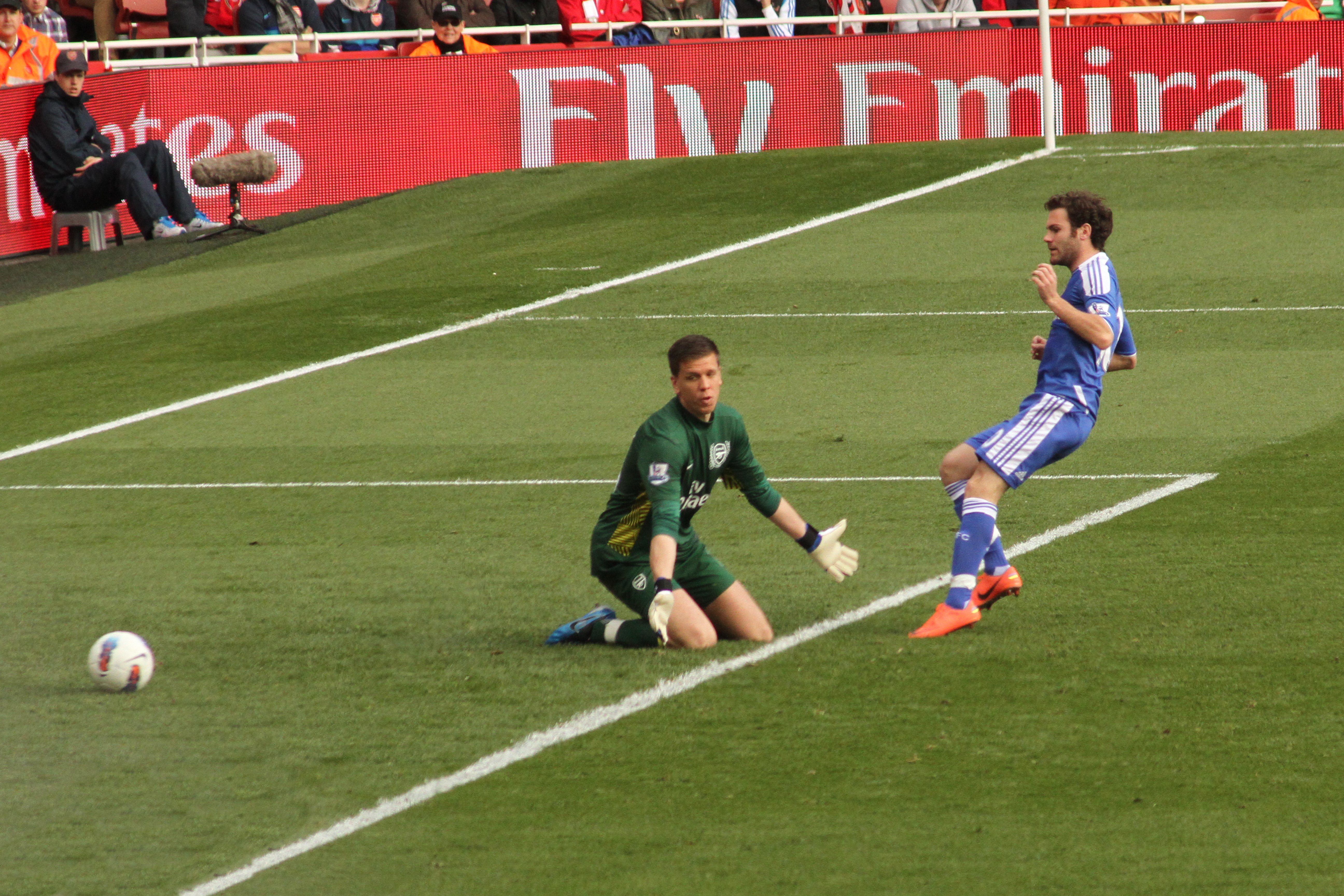
Wojciech Szczęsny i Juan Mata podczas rywalizacji Arsenalu z Chelsea (2012)

- Graham Rix (jako piłkarz: Arsenal 1975-1988 / Chelsea 1995) / (jako menadżer zespołu młodzieżowego: Chelsea 1993-1996 / jako asystent menadżera: Chelsea 1996-1999 / jako tymczasowy menadżer: Chelsea 2000)
- Colin Pates (jako piłkarz: Chelsea 1979-1988 / Arsenal 1990-1993)
- Clive Allen (jako piłkarz: Arsenal 1980 / Chelsea 1991-1992)
- Peter Nicholas (jako piłkarz: Arsenal 1981-1983 / Chelsea 1988-1991) / (jako menadżer zespołu młodzieżowego: Chelsea 199?-199?)
- David Rocastle (jako piłkarz: Arsenal 1984-1992 / Chelsea 1994-1998)
- Emmanuel Petit (jako piłkarz: Arsenal 1997-2000 / Chelsea 2001-2004)
- Nicolas Anelka (jako piłkarz: Arsenal 1997-1999 / Chelsea 2008-2012)
- Ashley Cole (jako piłkarz: Arsenal 1999-2006 / Chelsea 2006-2014)
- William Gallas (jako piłkarz: Chelsea 2001-2006 / Arsenal 2006-2010)
- Lassana Diarra (jako piłkarz: Chelsea 2005-2007 / Arsenal 2007-2008)
- Josi Benajun (jako piłkarz: Chelsea 2010-2013 / Arsenal 2011-2012)
- Cesc Fàbregas (jako piłkarz: Arsenal 2003-2011 / Chelsea 2014-2019)
- Petr Čech (jako piłkarz: Chelsea 2004-2015 / Arsenal 2015-2019)
- David Luiz (jako piłkarz: Chelsea 2011-2014, 2016-2019 / Arsenal 2019-2021)
- Olivier Giroud (jako piłkarz: Arsenal 2012-2018 / Chelsea 2018-2021)
- Willian (jako piłkarz: Chelsea 2013-2020 / Arsenal 2020-2021)
- Pierre-Emerick Aubameyang (jako piłkarz: Arsenal 2018-2022 / Chelsea 2022-2023)
- Jorginho (jako piłkarz: Chelsea 2018-2023 / Arsenal od 2023)
- Kai Havertz (jako piłkarz: Chelsea 2020-2023 / Arsenal od 2023)
- Raheem Sterling (jako piłkarz: Chelsea od 2022 / Arsenal 2024-2025)

## Statystyki
Aktualne na dzień 24 stycznia 2018
| Klub               | M              | W              | R              | P              | G+             | G-             | +/-            |
| Liga Angielska     | Liga Angielska | Liga Angielska | Liga Angielska | Liga Angielska | Liga Angielska | Liga Angielska | Liga Angielska |
| ------------------ | -------------- | -------------- | -------------- | -------------- | -------------- | -------------- | -------------- |
| Arsenal            | 162            | 62             | 49             | 51             | 226            | 209            | +27            |
| Chelsea            | 162            | 51             | 49             | 62             | 209            | 226            | -27            |
| Puchar Anglii      |                |                |                |                |                |                |                |
| Arsenal            | 20             | 9              | 6              | 5              | 32             | 23             | +9             |
| Chelsea            | 20             | 5              | 6              | 9              | 23             | 32             | -9             |
| Puchar Ligi        |                |                |                |                |                |                |                |
| Chelsea            | 8              | 4              | 1              | 3              | 15             | 8              | +7             |
| Arsenal            | 8              | 3              | 1              | 4              | 8              | 15             | -7             |
| Tarcza Wspólnoty   |                |                |                |                |                |                |                |
| Chelsea            | 3              | 1              | 1              | 1              | 3              | 3              | 0              |
| Arsenal            | 3              | 1              | 1              | 1              | 3              | 3              | 0              |
| Liga Mistrzów UEFA |                |                |                |                |                |                |                |
| Chelsea            | 2              | 1              | 1              | 0              | 3              | 2              | +1             |
| Arsenal            | 2              | 0              | 1              | 1              | 2              | 3              | -1             |
| Ogólnie            |                |                |                |                |                |                |                |
| Arsenal            | 192            | 74             | 56             | 62             | 268            | 251            | +17            |
| Chelsea            | 192            | 62             | 56             | 74             | 251            | 268            | -17            |

## Sukcesy
Są to główne sukcesy Arsenalu i Chelsea.
| Rozgrywki                                               | Arsenal | Chelsea |
| ------------------------------------------------------- | ------- | ------- |
| First Division / Premier League                         | 13      | 6       |
| Puchar Anglii                                           | 14      | 8       |
| Puchar Ligi                                             | 2       | 5       |
| Tarcza Wspólnoty                                        | 17      | 4       |
| Liga Mistrzów UEFA                                      | –       | 2       |
| Puchar Zdobywców Pucharów                               | 1       | 2       |
| Puchar Miast Targowych / Puchar UEFA / Liga Europy UEFA | 1       | 2       |
| Superpuchar UEFA                                        | –       | 1       |
| Ogólnie                                                 | 47      | 29      |